# 대전광역시여성가족원
대전광역시여성가족원(大田廣域市女性家族院)은 대전광역시의 여성의 역량 강화와 사회참여 확대, 가족가치 확산과 가정친화 증진, 성평등 문화 확산 등을 위하여 대전광역시청 산하에 설치된 사업소이다.
여성가족원장은 지방서기관으로 보한다.

## 연혁
- 1993년 1월 12일: 대전직할시여성회관 설치
- 1997년 1월 1일: 대전광역시여성회관으로 변경
- 2008년 2월 25일: 대전광역시평생교육문화센터로 변경
- 2015년 7월 1일: 대전광역시여성가족원으로 변경

## 조직
원장
- 사무장
  - 관리담당
  - 운영담당

### 산하 기관
- 동부여성가족원
- 남부여성가족원
- 북부여성가족원